# Lincolnwood
Lincolnwood est un village situé dans la proche banlieue de Chicago au nord-est de l'État de l'Illinois dans le comté de Cook aux États-Unis. Elle partage ses frontières municipales avec la ville de Chicago au nord.